# Lucie Doležalová
Lucie Doležalová (* 3. července 1977) je česká medievistka, filoložka, literární vědkyně a překladatelka. Zabývá se latinskou literaturou a rukopisnou kulturou pozdního středověku, zejména rukopisy Kříže z Telče (1434–1504), mnemotechnikou (uměním paměti) a obskurními texty.

## Život
Studovala na Univerzitě Palackého v Olomouci a Středoevropské univerzitě v Budapešti, kde v roce 2005 obhájila svou disertaci věnovanou pozdně antickému textu Cena Cypriani. Působila jako research fellow na Curyšské univerzitě a v rámci studijních a výzkumných stáží pobývala na univerzitách v Evropě i USA. Od roku 2008 vyučuje v Ústavu řeckých a latinských studií Filozofické fakulty a na Fakultě humanitních studií Univerzity Karlovy. Je členkou vědecké rady pražského Centra medievistických studií.
V roce 2012 se habilitovala a na konci roku 2021 byla na návrh Vědecké rady Univerzity Karlovy jmenována profesorkou v oboru řeckých a latinských studií. V dubnu 2022 byla jí a jejím spolupracovníkům udělena univerzitní Cena Bedřicha Hrozného za vedení grantového projektu "Tvůrčí opisování", v jehož rámci vznikly publikace o písaři Křížovi z Telče a obsáhlé katalogy středověkých knihoven augustiniánských kanonií v Třeboni a Borovanech. Tentýž měsíc získala ocenění Magnesia Litera 2022 v kategorii nakladatelský čin jiná publikace, kterou Lucie Doležalová se svým týmem připravila k vydání, tentokrát věnovaná tzv. Lipnické bibli.

## Významné publikace
- Reception and its varieties: Reading, re-writing, and understanding Cena Cypriani in the Middle Ages. Trier: Wissenschaftlicher Verlag, 2007. ISBN 9783884769171.
- Obscurity and Memory in Late Medieval Latin Manuscript Culture: The Case of the Summarium Biblie. Krems: Medium Aevum Quotidianum, 2012. ISBN 9783901094316.
- Ubi est finis huius libri deus scit: Středověká knihovna augustiniánských kanovníků v Roudnici nad Labem. Praha: Scriptorium, 2015. ISBN 978-80-88013-09-9. Spoluautoři: Michal Dragoun a Adéla Ebersonová.
- The art of memory in late medieval Central Europe (Czech lands, Hungary, Poland). Paris: LʼHarmattan, 2016. ISBN 978-2-343-08252-3. Spoluautoři: Farkas Gábor Kiss a Rafał Wójcik.
- Čítanka latinských textů z pozdně středověkých Čech. Praha: Scriptorium, 2017. ISBN 978-80-88013-50-1. Spolueditoři: Michal Dragoun a Jan Ctibor
- Kříž z Telče (1434-1504): Písař, sběratel a autor. Dolní Břežany: Scriptorium, 2020. ISBN 978-80-88013-98-3. Spoluautor: Michal Dragoun.
- Passionate Copying in Late Medieval Bohemia: The Case of Crux de Telcz (1434-1504). Praha: Karolinum, 2021. ISBN 9788024646657. Spoluautoři: Michal Dragoun a Kimberly Rivers.
- Lipnická bible: Štít víry v neklidných časech pozdního středověku. Okrouhlice: Spolek Za záchranu rodného domu Jana Zrzavého v Okrouhlici, 2021. ISBN 978-80-908223-0-6. Spolueditor: Karel Pacovský.
- Středověké knihovny augustiniánských kanonií v Třeboni a Borovanech. Dolní Břežany: Scriptorium, 2021. ISBN 978-80-7649-026-0. Spoluautoři: Michal Dragoun a Adéla Ebersonová.
- Opuscula. Neznámá dílka z rukopisů Kříže z Telče. Dolní Břežany: Scriptorium, 2022. ISBN 9788076490420. Spolueditorka: Magda Králová.